# 1480년

## 연호
- 명(明) 성화(成化) 16년
- 일본(日本) 분메이(文明) 12년
- 후 레 왕조(後黎朝) 홍득(洪德) 11년

## 기년
- 류큐(琉球) 쇼신왕(尚真王) 4년
- 명(明) 헌종 성화제(憲宗 成化帝) 16년
- 조선(朝鮮) 성종(成宗) 11년
- 후 레 왕조(後黎朝) 성종(聖宗) 21년

## 사망
- 10월 18일 - 조선전기의 기녀, 시인, 작가 어우동(於宇同)